# Eduardo Abreu
Eduardo Augusto da Rocha Abreu (Angra do Heroísmo, 8 de abril de 1856 — Braga, 4 de fevereiro de 1912), mais conhecido por Eduardo Abreu, foi um médico e político com uma carreira inicialmente ligada ao Partido Progressista, mas que aderiu ao movimento republicano e teve papel relevante no período da Primeira República Portuguesa. Doutor em Medicina pela Universidade de Coimbra, foi médico extraordinário do Hospital de São José de Lisboa e sócio correspondente da Academia das Ciências de Lisboa. Foi deputado às Cortes pelo círculo uninominal de Figueiró dos Vinhos (1887) e pelo círculo plurinominal de Angra do Heroísmo (1890), em ambos os casos nas listas do Partido Progressista, e pelo círculo plurinominal de Lisboa (1892 e 1894), pelo Partido Republicano. Após a implantação do regime republicano, foi deputado à Assembleia Constituinte de 1911 e senador da República eleito pelo círculo de Angra do Heroísmo. Pertenceu à maçonaria.

## Biografia
Nasceu em Angra do Heroísmo, filho do negociante e capitalista Bento José de Matos Abreu, natural de Amares, e de sua mulher Rosa Amélia Borges da Rocha, natural de Leça do Balio. Foi irmão do grande comerciante e filántropo José Júlio da Rocha Abreu.
Após concluir o ensino secundário no Liceu Nacional de Angra do Heroísmo, frequentou em Coimbra os estudos preparatório para ingresso no curso Medicina. Matriculou-se em 1875 na Faculdade de Medicina da Universidade de Coimbra, onde se licenciou em Medicina, com distinção, em 1881. Neste mesmo ano publicou uma obra sobre a histologia dos músculos da rã, obra que resultara de um trabalho que iniciara no seu 2.º ano do curso. A obra teve tal sucesso que o jovem médico recebeu em 1882 o honroso diploma de sócio correspondente da Academia Real das Ciências de Lisboa.
Ainda estudante, iniciara-se na escrita ao colaborar no Zé Pereira, um periódico de estudantes, voltado para a paródia social e política, cujo nome se inspirara em José Pereira Pinto dos Santos, ao tempo governador civil do Distrito de Coimbra. A partir de então, e ainda enquanto estudante, iniciou colaboração regular em diversas publicações, tanto em revistas científicas como em jornais, entre os quais o Diário de Notícias.
Dotado de grandes dotes de oratória, foi um dos principais responsáveis pela realização na Universidade de Coimbra das Comemorações do Tricentenário de Luís de Camões, realizadas em 1880. A imprensa da época considerou-o a alma das festas camonianas na Universidade.
Em 1881, a Academia de Coimbra encarregou um grupo de finalistas, constituído por Eduardo Abreu, João Arroio, Domingos Ramos e Nabaes Caldeira, de representar a instituição nas comemorações do bicentenário da morte de Calderón de la Barca. As celebrações decorrerram em Madrid e nelas Eduardo Abreu pronunciou brilhantes discursos na sala académica da Universidade Central de Madrid e na sessão solene da Academia Jurídica realizada no Teatro Espanhol em honra dos representantes da imprensa e academias estrangeiras. Nessa ocasião pediu e obteve de Alfonso XII o indulto de um português, condenado à morte na Corunha. Em 1882 participou activamente nas comemorações do centenário do marquês de Pombal.
A festa solene que em 1883 promoveu, conjuntamente com os seus colegas da Faculdade de Medicina, em consagração ao benemérito da ciência, o professor Costa Simões, está arquivada no Liber Memoralis, cuja edição Eduardo Abreu coordenou.
Terminado o curso, regressou a Angra do Heroísmo, onde abriu consultório médico na Rua de Jesus. Em 3 de outubro de 1883 casou na Ermida de Nossa Senhora da Luz, em São Mateus da Calheta, com Adelaide de Menezes de Brito do Rio. Deste casamento nasceriam três filho, entre os quais Miguel de Brito do Rio Abreu, deputado à Assembleia Constituinte de 1911, quando tinha apenas 22 anos de idade, e resistente anti-fascista.
Pouco depois, a 24 de outubro de 1883, foi nomeado Sub-Delegado de Saúde de Angra do Heroísmo e médico do Hospital de Santo Espírito, cargo em que se manteve apenas por alguns meses, pois logo em março de 1884 se desencadeia um conflito entre o jovem médico e a mesa administrativa da Santa Casa da Misericórdia, que não concede o necessário apoio para as reformas que o médico desejava introduzir no Hospital de Santo Espírito em benefício dos alienados ali recolhidos. O conflito culminou na demissão do médico, cujo pedido foi apresentado a 14 de junho daquele ano, acompamhado da devolução de todos os honorários médicos recebidos, correspondentes a um ano de serviço, para serem aplicados em benefício dos alienados. O conflito foi público, gerando uma série de artigos publicados por ambas as partes e que terminou com uma catilinária de Eduardo Abreu dirigida ao provedor, o padre José Teodoro de Serpa.
Tendo deixdo o serviço hospitalar da Santa Casa da Misericórdia, em julho de 1884 apresentou à Junta Distrital de Saúde um relatório contendo as medidas que entendia necessário aplicar na ilha Terceira para evitar que se instalasse na ilha a epidemia de cholera-morbus que então grassava na maior parte dos portos com os quais havia ligação. Tendo em conta que existia uma emergência de saúde pública, a 19 de agosto daquele ano foi nomeado guarda-mor de saúde interino do Distrito de Angra do Heroísmo pelo governador civil substituto Raimundo Sieuve de Meneses. Contudo, a passagem pelo cargo foi meteórica, pois logo a 28 de agosto pediu a demissão, que lhe foi concedida, por desentendimento total com o governador civil que, não obstante, lhe concede um louvor «pelo muito zelo com que exerceu o serviço público». As razões subjacentes ao conflito resultaram da não aceitação das suas orientações técnicas quanto ao isolamento do navio Rosario, de bandeira alemã, cuja carga foi fumigada, técnica ineficaz na profilaxia da cólera, já que esta não é transmitida por insectos. Sobre a matéria viria a publicar um livro, justificando tecnicamente as suas opções. Este episódio, que lhe mereceu o louvor do embaixador alemão em Lisboa, o barão Richard von Schmidthals que lhe propôs uma condecoração, associado ao conflito com a Misericórdia, evidenciavam as dificuldades sentidas por um jovem médico inovador face ao marasmo instalado na ilha, onde a evolução tecnico-científica se deparava com grandes resistências. O resultado foi a decisão de partir para Lisboa e de continuar os estudos com vista ao doutoramento em Coimbra.
Em Lisboa, após concurso, em julho de 1885 foi nomeado médico extraordinário do Hospital de São José. Iniciou então um período de estudo e investigação que o levou diversas vezes ao estrangeiro para conhecer as novas metodologias e medidas de assistência médica, em particular no caso das epidemias. Nessas viagens realizou trabalhos importantes para a sua especialização médica no campo da bacteriologia e saúde pública, visitando vários países da Europa em missão de estudo.
Esteve em Madrid, em junho de 1885, quando ali grassava uma epidemia de cólera, a estudar o problema da vacinação anti-colérica com o médico catalão Jaime Ferrán, pioneiro do desenvolvimento de vacinas contra a cólera, o tifo e a tuberculose. Dessa viagem resultou a publicação de uma monografia que teve forte repercussão entre os clínicos portugueses, especialmente aqueles que trabalhavam no campo da saúde pública.
No âmbito das suas investigações de preparação para o doutoramento, estagiou em Paris no ano de 1886, como bolseiro do Estado Português, tendo trabalhado com Louis Pasteur sobre a profilaxia da raiva. Na sequência desse trabalho, obteve o grau de doutor em 27 de novembro de 1887 com uma tese sobre a raiva.
Dotado com largos recursos científicos e experimentais que lhe permitiam o acesso à docência universitária, nunca o pretendeu nem aceitou, apesar de ser para isso convidado e instado. A sua maneira de ser e uma certa independência de carácter não o atraíam para esta ordem de trabalhos, nem para lugares remunerados, que nunca procurou ou aceitou. Preferiu dedicar-se ao exercício da medicina ao jeito de um «João Semana» gracioso, e entregar-se à sua verdadeira paixão, que era a política, onde consumiu os melhores anos da sua vida.
Envolveu-se na vida política ativa como deputado, primeiramente pelo Partido Progressista, em 1887-1890 e em 1890-1892. Foi eleito duas vezes pelo círculo de Figueiró dos Vinhos, em 1886 e 1887 (pelo Partido Progressista), e pelo círculo de Lisboa, em 1892 e 1894 (pelo Partido Republicano). Foi senador da República, eleito por Angra do Heroísmo.
Nas mais de centena e meia de intervenções que deixou no Parlamento, Eduardo de Abreu destacou-se pelos "discursos eloquentes, substanciais, enérgicos e não poucas vezes verdadeiramente incendiários", tendo adotado sempre uma postura de independência, o que acabou por conduziu ao seu afastamento do Partido Progressista. A eclosão do Ultimato britânico de 1890 precipitou a sua rutura definitiva com os partidos monárquicos, aderindo ao Partido Republicano Português, que o fez eleger novamente Deputado em 1893 e 1894. Nesse processo, foi acompanhado por outras figuras de relevo, como Guerra Junqueiro.
Maçon, foi iniciado por comunicação e filiado na Loja Simpatia, de Lisboa, em 1892, Eduardo de Abreu foi novamente eleito Deputado nesse ano, desta feita pelo Partido Republicano Português, juntamente com Jacinto Nunes, Rodrigues de Freitas e Teixeira de Queirós. Durante essa legislatura produziu a seguinte declaração política: "só aceitarei e votarei qualquer proposta dos partidos monárquicos quando ela tenha por fim a mudança das instituições". Reeleito em 1894, escreveu uma carta aberta a Magalhães Lima em 1896, publicada no diário A Vanguarda, onde declarava a sua recusa em ser novamente eleito Deputado durante o regime monárquico.
Secretariou e redigiu o relatório da Comissão Executiva da Subscrição Nacional para a Defesa do País, publicado pela Imprensa Nacional em 1897 e 1899. Sousa Martins diria mais tarde que a aquisição do cruzador Adamastor, levada a efeito por essa comissão, só foi possível porque Eduardo Abreu fora «o músculo e o nervo da Comissão».
Teve papel de relevo na propaganda Republicana. Participou ativamente na Conferência de Badajoz, realizada em 1893, onde se juntaram os republicanos portugueses e espanhóis. Do lado espanhol a comitiva era chefiada por Nicolás Salmerón y Alonso, Francisco Pi y Margall e Manuel Ruiz Zorrilla que foram acompanhados por mais de quatrocentos delegados. Por seu lado, do lado português participaram, além de Eduardo Abreu, Francisco Gomes da Silva, Teixeira de Queirós, Albano Coutinho, Magalhães Lima, Cecílio de Sousa, Alves Correia, Ramiro Guedes, Jacinto Nunes, Manuel Emídio Garcia, José António Bourquin Brak-Lamy, Horácio Esk Ferrari, Feio Terenas, Teixeira Bastos, entre outros.
Eleito para o Diretório do Partido Republicano em 1895, na sequência do VI Congresso do partido, realizado em Lisboa, juntamente com Horácio Ferrari, Jacinto Nunes, Francisco Gomes da Silva e Magalhães Lima. Após o VII Congresso realizado em Coimbra em 1897, Eduardo Abreu passou a integrar a comissão consultiva do Partido Republicano, voltando a integrar o Diretório do Partido Republicano em 1902, juntamente com Jacinto Nunes, António José de Almeida, Estêvão de Vasconcelos e Celestino de Almeida. Em Julho de 1906, participou num comício realizado no Porto, com um empolgante discurso publicado no jornal republicano O Mundo. No Directório Republicano trabalhou com os seus conterrâneos Faustino da Fonseca e Manuel de Arriaga.
Após a implantação da República Portuguesa, a 5 de Outubro de 1910, regressou ao parlamento, sendo, uma vez mais, eleito Deputado à Assembleia Nacional Constituinte e Deputado de 1911 a 1912 pelo círculo de Angra do Heroísmo e, mais tarde, foi eleito Senador da República. Durante o regime republicano destacou-se por ter optado por um projeto autónomo para a lei de separação entre a Igreja e o Estado que foi apresentado em junho de 1911, não tendo sido no entanto este o escolhido. Ainda participou em diversos trabalhos parlamentares, mas o seu estado de saúde foi-se debilitando. Retirou-se para a sua casa em Braga, onde veio a falecer em 1912.

## Obras publicadas
Publicou, entre outras, as seguintes obras:
- «Sur les terminaisons nerveuses dans les muscles striés de la grenouille» in Estudos Médicos, vol. 21/22, Jan./Fev. /l880. Coimbra, Imprensa da Universidade, 1880.
- Histologia do tubo nervoso e das terminações nervosas nos musculos voluntarios da rã. Coimbra : Imp. da Universidade, 1881. - XX, 157 p. [I fl.], IV est;
- Solemnidade academica em honra do professor Costa Simões : liber memorialis. Coimbra : Imp. da Universidade, 1883. - 74, [1] p.;
- Algumas fumigações à carga do vapor alemão Rosário. Lisboa : Typ. Thomaz Quintino Antunes, 1885. - LXIX, [1] f., 109 p., [1] f.;
- O medico Ferran e o problema scientifico da vaccinação cholerica. Lisboa : Typ. Universal de Thomaz Quintino Antunes, 1885. - 256 p., [2 fl.], I est ; 26 cm. - Notas de uma viagem de estudo;
- A raiva. Lisboa : Imp. Nacional, 1886. - 301 p.. (tese de doutoramento);
- Teses de medicina teórica e prática... que... se propõe defender na Universidade de Coimbra .... [S.l. : s.n.] 1887 ( Coimbra: -- Imp. da Universidade). - 1 fl., 19 p. ;
- Noticia de dois documentos raros relativos ao Hospital Real de Todos os Santos de Lisboa. Porto : Typ. de Arthur José de Sousa & Irmäo, 1887. - 20 p. ; 23 cm. - Sep. "Archivos da História da Medicina Portugueza";
- Separação das igrejas do Estado : relatório e projecto de lei apresentado à Assembléa Nacional Constituinte. Lisboa : Livr. Central de Gomes de Carvalho, 1911. - 48 p..